# MiniDisc

MiniDisc的標誌

MiniDisc（簡稱MD）是索尼研發的一種儲存規格，其體積較CD小，直徑為6.4公分，但容量與CD接近，並可重複讀寫。MiniDisc在20世紀末有著不錯的發展，但在21世紀初幾乎被MP3所取代。
美國與其他國家之專利授權來自杜比實驗室。

## 背景
20世紀80年代，CD格式正紅遍天下。但是，在CD的完美音質中依然夾雜這一些不和諧的聲音。人們開始抱怨隨身聽尺寸太大、CD的不可擦寫性、不能自主選擇音源等。隨身聽的創始廠商索尼在意識到這些問題以後，開始著手研究更適合隨身攜帶的音頻技術。
1986年，索尼研製成可單次寫入的光碟——WO（write once disc）。1988年，在WO的基礎上又發明了多次可擦寫的磁光碟——MO（magneto optical disc）。1989年的音響展會上，索尼展示出一種可以錄音的CD原型產品，可惜這種理念的在全球範圍內的展示並不完美。在紐約和飛利浦（索尼的CD研發搭檔）共同舉辦的聯合記者會上，一個工程師在記者面前用日本紙扇來冷卻過熱的CD系統。
飛利浦在製作方面認為需要數位化的磁帶介質，索尼和飛利浦在此進行了長時間的爭論而無法達成共識。

## MD的優勢
在爭論中，索尼的MD碟片研發工作漸漸成功。1991年5月，所有的研發工作完成。新的音頻規格：MiniDisc誕生。

### 大小僅CD的1/4
MD碟片的規格被定製為直徑6.4cm，可以錄音74分鐘，相當於一張CD，面積卻只有CD的四分之一。為了攜帶方便，MD碟片被封裝在塑膠外殼中。同時，ATRAC數位音頻壓縮技術也誕生了。索尼開始在日本和美國宣傳MD技術，為了讓業界接受MD標準，大賀典雄領導索尼發起了MD論壇，開展各種展示活動，並且向有影響力的業界廠商發放相關技術的許可證，聲勢浩大地展開了新的數位音樂革命。

### 可製作自己的碟片

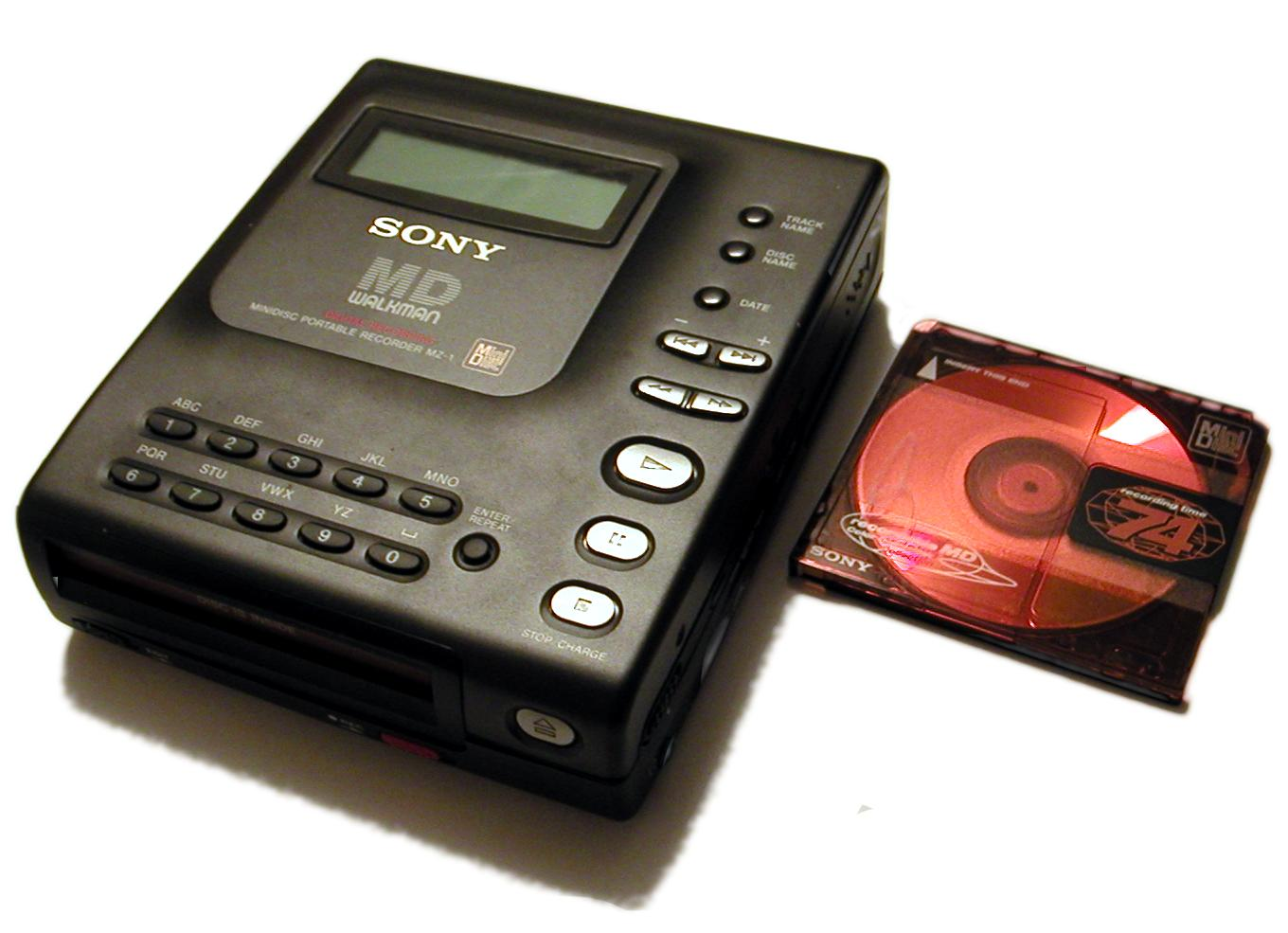
「MZ-1」與一片可以錄音74分鐘的MD碟片

1991年6月，世界上第一款MD隨身聽樣品機誕生。1991年底，索尼開始研發一種使用6cm碟片的小型錄音設備以配合飛利浦將在1992年11月發售的數位盒式磁帶錄音機（Digital Compact Cassette，DCC）。
在最後時限前，索尼生產出了一種和卡帶隨身聽體積相似，使用一種可反覆擦寫的數位存儲介質的新型隨身聽MiniDisc Player（MD隨身聽）。1992年11月，MZ-1（錄放）、MZ-2P（單放）、MD錄音碟片MDW-60和88種SEM發行的MD唱片擺上貨架；同年12月，開始在歐美地區銷售。MZ-1的宣傳廣告「現在，你可以製作自己的碟片！」在此時傳遍全世界。1993年，索尼發表MD Data，定位為電腦儲存媒體。

## MD完美化

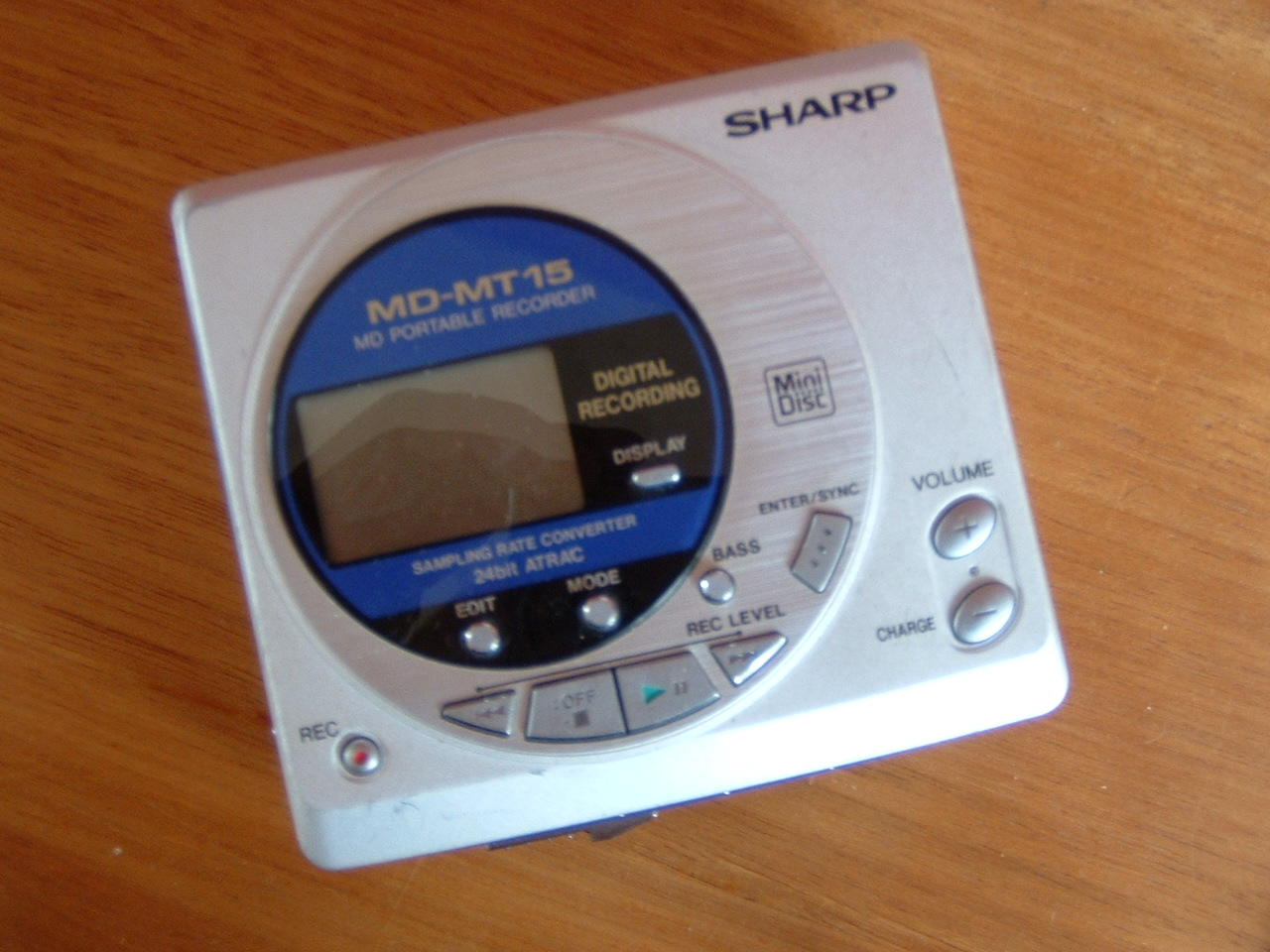
Sharp的MD隨身聽「MD-MT15」

1997年為MD隨身聽歷史上的分水嶺。1996年12月，索尼和夏普相繼完成了最近的MD芯片和編碼的研發，一種新型的、成熟的MD數位內核完成了，之後，廠商們開始著重在外型、人性化設計和電池續航力等問題。MD機小型化也在1997年實現。
“MD機小型化”是指將MD隨身聽機身的長寬都控制在10公分以下。這一年中，夏普率先將可錄和單放MD機都做到了小型化，而索尼只有在單放機成功實現，錄放機種則在1998年才實現。至此以後，MD機小型化成為各廠商的目標。Panasonic的MD機SJ-MJ88的機身僅11公厘，在很長時間內成為MD機小型化的王者。
另外，1997年前的MD機都只有不到10小時的播放時間。而在1998年到2000年間，MD芯片技術的提高卻促進了省電技術的發展。同時，「線控」也成了一大買點。早期線控的設計比較簡單，隨著MD的發展，線控的人性化設計越來越被重視，線控對於消費者的影響也越來越大。液晶屏幕的顯示內容也大大增加。

## MD沒落

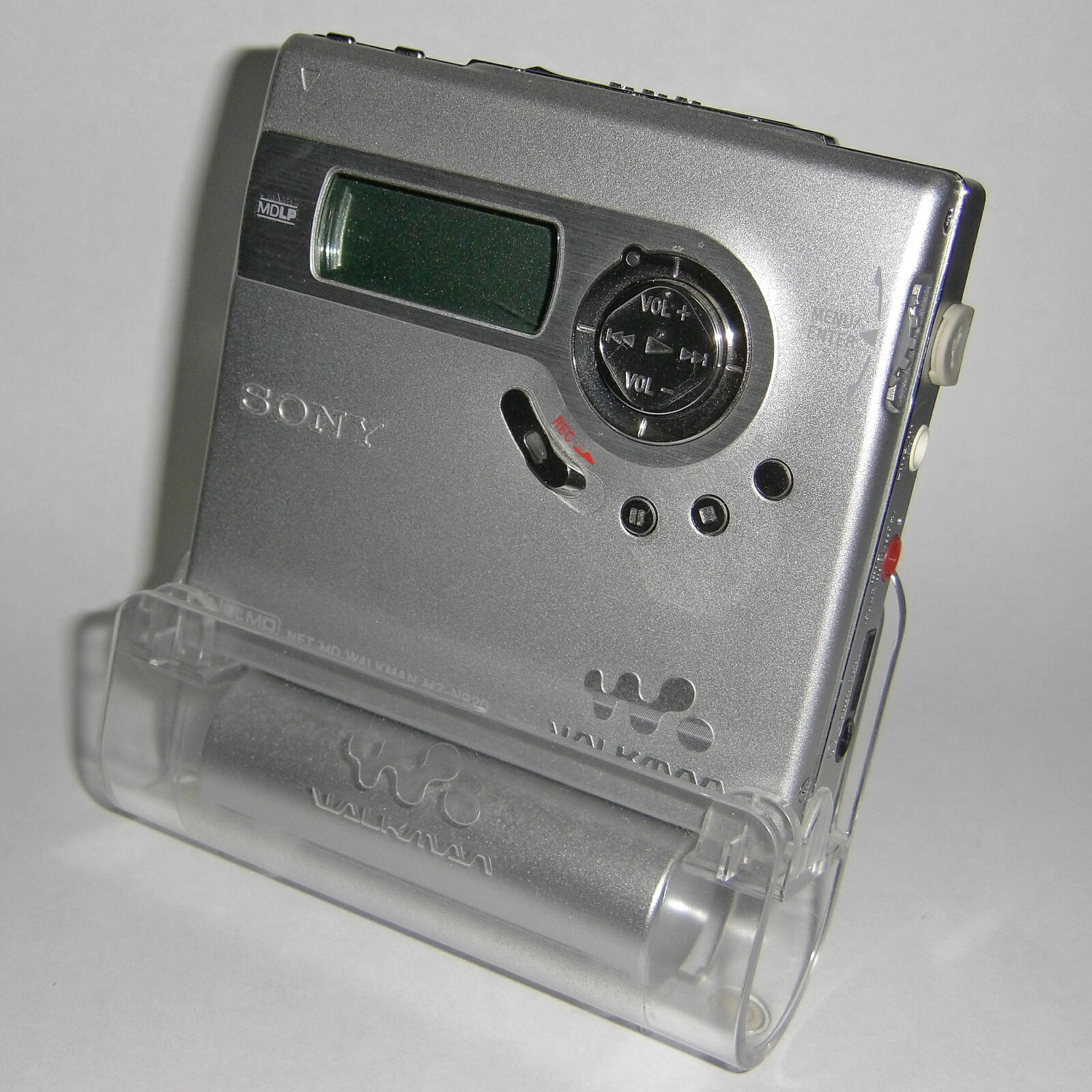
Sony的Net MD隨身聽「MZ-N920」

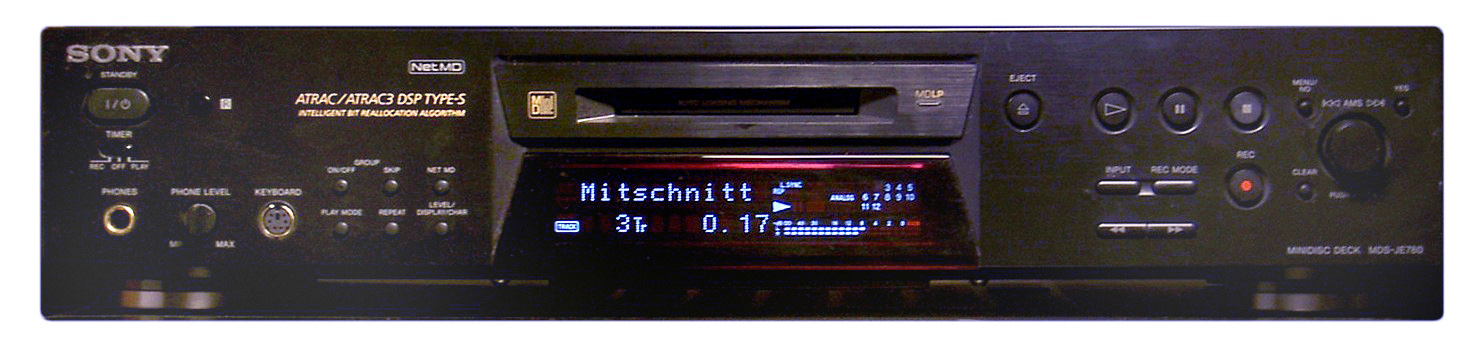
Sony的MD錄放音機「MDS-JE780」，可播放Net MD碟片

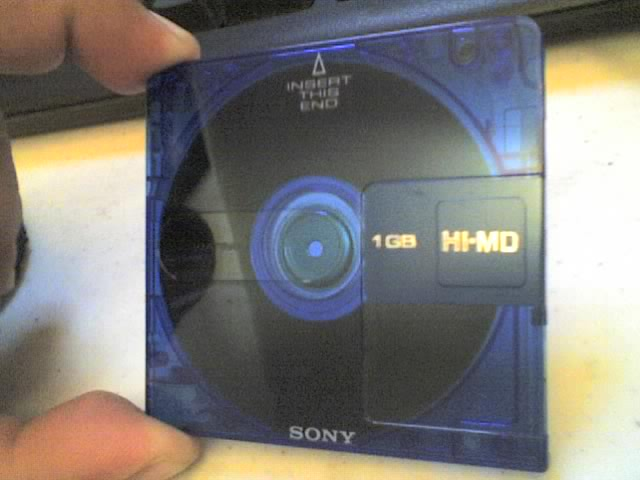
Sony的Hi-MD碟片

21世紀，MP3隨身聽的出現打破了MD一枝獨秀的局面，而硬碟MP3的出現更在存儲容量上戰勝了傳統MD。更具殺傷力的是後來錄音功能被配備到MP3當中，使MP3能夠擺脫電腦，MD相對來說就更顯劣勢了。索尼不願放棄，於2001年推出Net MD，MD可通過USB端子從電腦直接下載ATRAC格式的文件，大大縮短了製作一張MD碟片的時間。2004年，索尼推出Hi-MD，增加MD碟片的最高容量至1Gigabyte。
尽管索尼不遗余力地宣传Hi-MD的便利与高音质，但是在与MP3的斗争中仍不免落入下风；特别是随着互聯網的发展、快閃記憶體容量加大且價格日趨便宜，MP3逐渐占据了便携格式的主流。MP3的技术與MD相比，較為公開，各大公司如三星、飞利浦以及小公司均推出各自的MP3播放器。MP3播放器的流行使得一直處於高价位的MD随身听的处境更加艰难。
2006年，索尼发布最后一款MD Walkman「MZ-RH1」。MZ-RH1的产地不再是日本，而是马来西亚。鉴于索尼一般将高科技产品设置于本土生产，最后一款MD产地的变化间接说明了索尼对MD的态度。从此，MD退出历史舞台。
索尼於2011年9月停止生產MD Walkman，2012年9月停止生產Hi-MD碟片。普通版本的MiniDisc继续销售，以满足依然在使用MD Walkman随身听产品的用户。

## 其他活動
連鎖唱片店HMV連同MiniDisc Club舉辦香港首個以MD隨身聽為主題的展覽，2018年4月19日至5月17日，在銅鑼灣HMV舉行MD隨身聽回顧展覽，讓大家可以一同回顧這個曾經影響全球唱片業發展的音樂儲存媒體（該店已於2018年12月18日自動清盤結業）。